# Wapen van Baarderadeel

Het wapen van Baarderadeel

Het wapen van Baarderadeel werd op 25 maart 1818 per besluit door de Hoge Raad van Adel aan de Friese gemeente Baarderadeel bevestigd. Vanaf 1984 is het wapen niet langer als gemeentewapen in gebruik omdat de gemeente Baarderadeel opging in de gemeente Littenseradeel (Fries en officieel: Littenseradiel). In het wapen van Littenseradeel zijn de sterren uit het wapen van Baarderadeel overgenomen.

## Blazoenering
De blazoenering van het wapen luidt als volgt:
In de lengte doorsneden, het 1e van goud beladen met een halve dubbelde zwarte arend, het 2e van lazuur, beladen met 2 zespuntige sterren van goud, paalsgewijze geplaatst. Het schild gedekt met een kroon van goud.

## Verklaring
Niet vermeld in de beschrijving is dat de kroon een gravenkroon is van drie bladeren en twee parels. Het wapen werd in 1682 genoemd, maar kan mogelijk eerder al gebruikt zijn. Het vermoeden is dat de sterren afkomstig zijn van de familiewapens van grietman Ulbe van Aylva en zijn vrouw Frouck of Sjouck uit het geslacht Heringa/Camstra. In hun wapens bevindt zich ook een ster. De adelaar is een vaak gebruikt symbool in Friese overheids- en persoonswapens.

## Verwante wapens

Wapen van Littenseradeel
Familiewapen Van Aylva
Wapen van Hans Willem van Camstra (1687-1761)